# NGC 2319
NGC 2319 é um asterismo na direção da constelação de Monoceros. O objeto foi descoberto pelo astrônomo William Herschel em 1783, usando um telescópio refletor com abertura de 18,6 polegadas.